# Hello ACY

Логотип комикса

Hello ACY — веб-комикс, публиковавшийся с 18 марта 2007 года по 28 февраля 2011. Авторы комикса — Иван «D.Van» Хорошев и «SvartalF», студенты одного из иркутских ВУЗов. Название комикса является сочетанием названия другого веб-комикса «Hello Ctulhu» и специальности Автоматизированные Системы Управления(АСУ), по которой обучаются главные герои комикса. Комикс распространяется по лицензии Creative Commons Attribution-Noncommercial 3.0.

## Темы комикса
Изначально комикс представлял собой шуточные зарисовки из жизни студентов специальности АСУ, но по мере развития стал охватывать всё более широкие темы и медиа-события. В некоторых выпусках обыгрываются актуальные события массовой культуры, фильмы, телешоу, компьютерные игры.

## Персонажи
Прототипами основных персонажей комикса являются реальные люди, в том числе сами авторы.
В комиксе часто появляются различные широко известные вымышленные персонажи, такие как Ктулху, Бендер, Роршах, Марио и другие. Также появляются и известные реальные личности, например основатель Википедии Джимбо Уэйлс.

## Отзывы
Длительное время Hello ACY входит в десятку наиболее популярных российских комиксов на сайте «Рейтинг комиксов».
Назван «одним из лучших отечественных веб-комиксов» онлайн-журналом «Хроники Чедрика», посвятившим статью истории его развития.
Также Hello ACY имеет положительные отзывы у других художников комиксов, среди них Александр «GraveDigger» Козлов, создатель проекта «Авторский Комикс», и Александра «Альфина» Голубева, автор комикса «Полный пока».